# Bellbrook (ort i Australien)
Bellbrook är en ort i Australien. Den ligger i kommunen Kempsey och delstaten New South Wales, i den sydöstra delen av landet, omkring 360 kilometer norr om delstatshuvudstaden Sydney. Antalet invånare är 544.
Runt Bellbrook är det glesbefolkat, med 8 invånare per kvadratkilometer.. Det finns inga andra samhällen i närheten. 
I omgivningarna runt Bellbrook växer huvudsakligen savannskog. Genomsnittlig årsnederbörd är 1 585 millimeter. Den regnigaste månaden är januari, med i genomsnitt 310 mm nederbörd, och den torraste är oktober, med 7 mm nederbörd.